# La fiebre del loco
La fiebre del loco és una pel·lícula xilena de l'any 2001. Dirigida per Andrés Wood, protagonitzada per Emilio Bardi, Luis Dubó, Loreto Moya, Luis Margani, Tamara Acosta, entre d'altres. Tracta sobre la migració de pescadors des del nord i centre del país cap al sud de Xile per a explotar els recursos bentònics, particularment del mol·lusc boig (conchalepas conchalepas) durant la primera meitat de la dècada de 1980. Els homes de mar van crear veritables pobles a les illes meridionals, la característica principal de les quals eren els "rucos" (habitatges precaris) on es va reemplaçar les pedres i pals originals per fusta i sostres de plàstic, per a la protecció de la pluja i els vents australs. És per això que aquests nous poblats es van conèixer com a "ciutats de plàstic".
El sorgiment d'aquesta activitat econòmica va mobilitzar a milers d'homes amb les seves dones és el que recrea la pel·lícula, i el curiós mercat que va sorgir al voltant dels guanys pesquers. Va haver-hi casos en què els pescadors van arribar a tancar bordells complets de Puerto Montt només per a la seva atenció exclusiva. Fins i tot arribaven compradors en helicòpters fins a Chiloé, per a portar mercaderia a llocs inaccessibles.
La majoria dels pescadors que van emigrar al sud de Xile en el que la premsa va denominar "La Fiebre del Loco" van anar des de Coquimbo i Los Vilos pel nord, fins a Quinteros, Valparaíso i San Antonio pel centre sud. Pràcticament, les seves ciutats d'origen van quedar despoblades d'homes en el període 1981 - 1986, època en què comença l'eclosió a causa de la sobrexplotación del recurs boig, que va portar a la dictadura militar a declarar reiterades vedes o prohibicions d'extracció.
Les imatges submarines i la majoria de les escenes de la cinta de Wood van ser gravades a Puerto Gala o illa Toto, s la regió d'Aysén.

## Sinopsi
La pel·lícula gira al voltant dels conflictes entre prostitutes visitants i dones de pescadors en un petit poble de pescadors al sud del Xile rural que s'ha tornat cobdiciós i boig pel molusc xilè. En castellà la paraula loco té el doble significat de molusc xilè i boig. El lema de la pel·lícula era "Amor y avaricia en un mundo de buzos y moluscos". Tot l'infern es desencadena quan el govern xilè aixeca temporalment la prohibició de la recollida del molusc xilè, un mol·lusc amb efectes afrodisíacs.

## Repartiment
- Emilio Bardi com Canuto.
- Luis Dubó com Jorge.
- Loreto Moya com Sonia.
- Luis Margani com Pare Luis.
- Tamara Acosta com Nelly.
- Julio Marcone com Yukio.
- María Izquierdo com Leila.
- Patricia López com Isabel.
- Pilar Zderich com Denisse.
- Mariana Loyola com Paty.
- Carmina Riego com Rita.
- Aldo Parodi com Pedro.
- Pablo Striano com Marcelo.
- Gabriela Medina com Alicia.
- Carmen Barros com Juana.

## Premis
- Millor Guió, Festival Internacional del Nou Cinema Llatinoamericà de l'Havana, Cuba, 2001.[4]
- Millor Actriu, Festival de Cinema Llatinoamericà de Biarritz, 2001.[5]
- Millor Director, VIII Mostra de Cinema Llatinoamericà de Lleida, 2001.[6]
- Millor Pel·lícula, Festival de Cinema de Villaverde, 2001.